# Dectonura laticauda
Dectonura laticauda är en insektsart som beskrevs av Leon Fairmaire. Dectonura laticauda ingår i släktet Dectonura och familjen hornstritar. Inga underarter finns listade i Catalogue of Life.